# Дуран, Жосеп Антони
Жосеп Антони Дуран и Льейда (кат. Josep Antoni Duran i Lleida; 27 марта 1952, Алькампель, Ла-Литера, Уэска, Арагон, Испания) — каталонский юрист и политик, сторонник конфедеративного устройства Испании и противник независимости Каталонии, лидер христианско-демократической партии Демократический союз Каталонии (1987—2016).

## Биография
Дуран имеет высшее юридическое образование и диплом Европейских сообществ со стороны Министерства иностранных дел. В 1974 году вступил в Демократический союз Каталонии (ДСК) и в 1977 году стал первым президентом Молодёжного союза (кат. Unió de Joves), молодёжного крыла ДСК, и возглавлял его до 1982 года. В 1980 году был членом Исполнительного комитета Молодых европейских демократов (кат. Joventuts Demòcrates Europees).
Политическую карьеру начал в 1979 году заместитель мэра Льейды. Через год был назначен генеральным директором по межведомственным делам женералитета Каталонии. В 1982 году был в первый раз избран в Конгресс депутатов, нижнюю палату испанского парламента от провинции Льейда по списку каталонской националистической коалиции «Конвергенция и Союз» и был назначен региональным представитель каталонского правительства в этой провинции. С 1982 по 1984 годы, а также с 1987 по 2016 год был президентом Руководящего комитета Демократического союза Каталонии.
В 1986 и в 1989 годах переизбирался депутатом Конгресса. С 1986 по 1987 год — депутат Европарламента от Испании. В 1999 году избран членом Парламента Каталонии и два года занимал пост министра внутренних дел Каталонии. В этот же период занимал пост председателя исполнительного комитета Европейского института Средиземноморья. 
С 2001 года — генеральный секретарь «Конвергенции и Союза». С 2004 по 2016 год трижды избирался в Конгресс депутатов от провинции Барселона по спискам «Конвергенции и Союза». Все три срока был президентом Парламентской группы коалиции, председателем Постоянного комитета Конгресса по иностранным делам. Также в эти годы дважды был вице-президентом христианско-демократического Центристского демократического интернационала (1993—1998 и 2000—2004) и почётным президентом Чилийско-испанской торговой палаты в Барселоне. С января 2011 по январь 2014 года возглавлял представительство каталонского правительства в Двусторонней комиссии по инфраструктуры, Объединённой комиссии по экономическим и бюджетным вопросам, Смешанной комиссии по трансфертам. С февраля 2012 по январь 2016 года входил в испанскую делегации в Ассамблее Межпарламентского союза и в Парламентской ассамблее Союза Средиземноморья.
В 2011 году награждён женералитетом Каталонии Крестом Сан-Жорди в знак признания работы первых каталонских депутатов в Европейском парламенте. 2 ноября 2012 года, несмотря на официально декларируемую коалицией «Конвергенция и Союз» стремления добиться независимости Каталонии, в интервью, для ABC Punto Radio признался, что «никогда не был сторонником независимости», высказал убеждённость в том, что отделение от Испании плохо скажется на обеих сторонах и выступил против проведения референдума о независимости, посчитав его незаконным.
На выборах в Парламент Каталонии в 2015 году Демократический союз Каталонии выставил свои списки отдельно от прежнего многолетнего союзника, сепаратистской партии Демократическая конвергенция Каталонии. В одиночку Союз получил всего 2,53 % голосов избирателей и остался без представительства в парламенте.
В ходе всеобщих выборов 2015 года Дуран возглавил список Союза в Барселоне. Выступая без союзников, партия смогла набрать всего 65 388 голосов (0,26 %) и потеряла представительство в Конгрессе. 16 января 2016 Дуран объявил, что покинет пост президента руководящего комитета Демократического союза во время съезда 16 апреля того же года. В 2017 году партия была вынуждена самораспуститься из-за низкой популярности и долга в €22 млн.
В марте 2017 года Дуран вновь появился на публике, чтобы представить свою книгу под названием «Хлеб и вафли» (кат. Un pa com unes hòsties).
Женат. Три дочери.
Награждён медалью Бернардо О’Хиггинса (Чили, 1998), кавалер ордена «За заслуги перед Итальянской Республикой» (1999), ордена «Мадарский всадник» I степени (2008, Болгария), кавалер Креста Сант-Жорди (2011).